# Michael Beinhorn
Michael James Beinhorn ist ein US-amerikanischer Musiker und Musikproduzent.

## Leben
Michael Beinhorn begann seine Musikerkarriere Ende der 70er Jahre in New York City. Noch während er die High School besuchte, erwarb er einen Synthesizer mit dem Ziel, in einer Band zu spielen. Zusammen mit dem Schlagzeuger Fred Maher, dem Tontechniker Martin Bisi und dem Bassisten Bill Laswell gründete er 1978 im Alter von 17 Jahren die Zu Band, die ein Jahr später in Material umbenannt wurde. Der Stil der Band war eine Fusion aus Jazz, Funk, Punk, Hip-Hop und Weltmusik. Im Jahre 1979 erschien die Debüt-EP Temporary Music; 1981, nach dem Ausscheiden Bisis, das gleichnamige Debütalbum. Ohne College-Ausbildung und formale Ausbildung begann Beinhorn neben seiner Tätigkeit als Musiker in den frühen 80er Jahren als Grafiker zu arbeiten.
Nachdem Laswell und Beinhorn gemeinsam ein Album für Nona Hendryx und Patti LaBelle produzierten, wurde Laswell 1983 für die Produktion von Herbie Hancocks fünftem Studioalbum Future Shock engagiert. Beinhorn arbeitete bei dieser Produktion als Coproduzent mit; gemeinsam mit Hancock schrieben sie neben anderen Stücken den Dance-Hit Rockit. Rockit war einer der ersten kommerziell erfolgreichen Songs, der Elemente aus dem Hip-Hop wie Scratching beinhaltete.
1985 trennte sich Beinhorn von Laswell und Material und begann, als eigenständiger Musikproduzent zu arbeiten. So produzierte er u. a. The Parachute Club, die Red Hot Chili Peppers, Soul Asylum, Ozzy Osbourne und Soundgarden. Im Jahre 2004 wurde er für seine Arbeit an dem Album Natural Selection der Band Fuel für einen Grammy nominiert. Zuvor wurde er bereits 1999 für die Produktion des Albums Celebrity Skin der Gruppe Hole als Produzent des Jahres für einen Grammy nominiert.
Im Laufe seiner Tätigkeit entwickelte Beinhorn zudem das Aufnahmeformat Ultra Analog, welches besonders tiefe Tonfrequenzen betont.

## Diskografie (Auswahl)
- 1981: Material – Memory Serves
- 1983: Herbie Hancock – Future Shock
- 1987: Red Hot Chili Peppers – The Uplift Mofo Party Plan
- 1989: Red Hot Chili Peppers – Mother’s Milk
- 1992: Soul Asylum – Grave Dancers Union
- 1994: Soundgarden – Superunknown
- 1994: Aerosmith – Blind Man und Walk on Water (auf dem Best-Of-Album Big Ones)
- 1995: Ozzy Osbourne – Ozzmosis
- 1996: Social Distortion – White Light, White Heat, White Trash
- 1998: Hole – Celebrity Skin
- 1998: Marilyn Manson – Mechanical Animals
- 2002: Korn – Untouchables
- 2005: Mew – And the Glass Handed Kites
- 2006: Black Label Society: Shot to Hell
- 2006: The Bronx – The Bronx
- 2010: Hole – Nobody’s Daughter